# المجلس الأعلى الإسلامي العراقي
المجلس الأعلى الإسلامي العراقي (المجلس الأعلى للثورة الإسلامية في العراق سابقاً) هو أحد الأحزاب السياسية تأسس في المنفى في إيران بتاريخ 17 تشرين الثاني 1982 حيث أعلن تأسيسه محمد باقر الحكيم واشترك إلى جانب الجيش الإيراني في حربه ضد العراق من خلال جناحه العسكري المسمى بفيلق بدر.

## الهيئة العامة
تتألف الهيئة العامة من 200-300 عضو يمثلون الشرائح العراقية، حسب الشروط الموضوعة لهم، ومن مسؤولياتها إقرار سياسات وخطوط عمل المجلس، وانتخاب أعضاء المنظمة المركزية ومراقبة نشاطاتها مع مكاتبها، وتعقد اجتماعاتها كل ستة أشهر، وللهيئة العامة رئاسة تتكون من رئيس وعشرة ونواب
حيث ان مؤسس المجلس الأعلى محمد باقر الحكيم قد اغتيل بواسطة تنظيم القاعدة.

## رئاسة المجلس الأعلى
الرئيس هو أعلى سلطة تنفيذية، وينتخب من قبل الأعضاء لدورة سنه كاملة، ومن صلاحياته تمثيل المجلس الأعلى في الامور السياسية المهمة ورئاسة الشورى المركزية، واصدار احكام تعيين مسؤولي المكاتب السرية بعد عرضهم على الشورى المركزية وموافقتهم عليهم، واصدار احكام تعيين مسؤولي الاقسام في الوحدات التنفيذية كما أن من مسؤولياته الاشراف على الجهاز التنفيذي ومتابعة حسن تطبيق قرارات الشورى المركزية. ويحضع لرئاسة المجلس عدد من التشكيلات، منها: مكتب الامانة العامة، ومكتب الهيئة العامة، ومكتب المعلومات والإحصاء ومكتب العلاقات العامة.
تآلف المجلس الأعلى مع الأحزاب الأخرى التي كانت تعمل بالمعارضة خارج العراق للسعي لإسقاط نظام البعث في العراق وكانت محاولاتهم تبوء بالفشل، سوى الانتفاضة الشعبانية عام 1991 والتي أخمدت بسبب عدم توفر الاسلحة والمعدات العسكرية الكافية للثوار وسكوت المجتمع الدولي عن الانتفاضة.
في عام 2003، وبعد غزو العراق من قبل الولايات المتحدة الأمريكية عاد أفراد المجلس الأعلى إلى العراق من منفاهم في إيران والدول الأخرى وانضم إلى مجلس الحكم واشترك في الحكومات التي جاءت بعد احتلال العراق.

## مواضيع ذات صلة
- منظمة بدر
- عبد العزيز الحكيم
- محمد باقر الحكيم
- عمار الحكيم